# Jan Jones
Jan Jones, Godfrey Jones OFM (ur. 1559 w Clynag Fawr, zm. 12 lipca 1598) – święty Kościoła katolickiego, walijski męczennik, kapłan, ofiara prześladowań antykatolickich okresu reformacji.

Pochodził z katolickiej, walijskiej rodziny zamieszkującej w hrabstwie Caernarfonshire. Do Zakonu Braci Mniejszych wstąpił w Greenwich. Po rozwiązaniu zakonów wyjechał do Francji, gdzie odbył studia w Kolegium Angielskim w Douai. Święcenia kapłańskie przyjął w 1585 roku w Reims. Za działalność w ojczyźnie więziony był w Wisbech Castle. Śluby zakonne złożył około 1592 roku w rzymskim klasztorze Ara Coeli, przyjmując imię Godfrey. W czasie pobytu w Rzymie został przyjęty na audiencji u papieża Klemensa VIII. Pod wpływem tego spotkania podjął postanowienie udania się do Anglii i podjęcia potajemnej działalności duszpasterskiej, w której używał nazwisk: Jan Buckley, Jan Griffith i Godfrey Marice. W czasie pobytu w Londynie pomocy udzielał mu jezuita o. Gerard. Za jego sprawą Jan Rigby nawrócił się na katolicyzm. W 1594 roku o. Jan Jones został aresztowany w Staffordshire. W czasie pobytu w więzieniach w Marshalsea i Londynie poddawano go licznym torturom. Gdy stanął przed sądem oświadczył: 

Jestem franciszkaninem i kapłanem Chrystusa. Powróciłem do Anglii, aby jak najwięcej dusz pozyskać dla Jezusa. Jeśli jest to przestępstwem, to sam oskarżam się pierwszy i jestem gotów oddać moje życie za wiarę katolicką i za prawdę o prymacie biskupa rzymskiego.

 Został skazany na śmierć, a wyrok wykonano pod Londynem na St. Thomas Watering (Southwark).
Dniem kiedy wspominany jest w Kościele katolickim jest dzienna rocznica śmierci. Szczególnym kultem obdarzany jest w Walii.
Beatyfikowany 25 grudnia 1929 roku przez papieża Piusa XI, a kanonizowany został w grupie Czterdziestu męczenników Anglii i Walii przez Pawła VI 25 października 1970 roku.